# 斯奈德斯萊克 (紐約州)
斯奈德斯萊克（英語：Snyder's Lake）是位於美國紐約州倫塞勒縣的非建制地區。

## 地理
斯奈德斯萊克所處的海拔為高於海平面148米（即486英呎），而該地所採用的時區為UTC-5，即北美东部时区（EST）。同時該地設有夏令時間，為UTC-5調快一小時，即UTC-4（EDT）。